# Diaprepocoris zealandiae
Diaprepocoris zealandiae är en insektsart som beskrevs av Hale 1924. Diaprepocoris zealandiae ingår i släktet Diaprepocoris och familjen buksimmare. Inga underarter finns listade i Catalogue of Life.